# Boris Isaczenko
Boris Walentinowicz Isaczenko (ros. Борис Валентинович Исаченко, ur. 26 grudnia 1958 w Brześciu) – łucznik sportowy. W barwach ZSRR srebrny medalista olimpijski z Moskwy.
Startował w konkurencji łuków klasycznych. Zawody w 1980 były jego jedynymi igrzyskami olimpijskimi. Po srebro, pod nieobecność sportowców z części krajów tzw. Zachodu, sięgnął w rywalizacji indywidualnej. Na mistrzostwach Europy zdobył srebro w drużynie w 1982. Był również medalistą europejskiego czempionatu w hali, wywalczył złoto w drużynie w 1983 i 1987 oraz srebro indywidualnie w 1983.